# Lucius Apronius Caesianus
Lucius Apronius Caesianus war ein römischer Senator und Militär im 1. Jahrhundert n. Chr.
Caesianus war Sohn des Lucius Apronius, Suffektkonsul im Jahr 8 und Prokonsul der Provinz Africa (18/21). Caesianus diente seinem Vater in Africa; dort führte er mit der Reiterei und den Kohorten der Hilfstruppen gegen Tacfarinas und den Numidiern erfolgreiche Kämpfe, wobei er sie in die Wüste trieb. Der Vater erhielt dafür die ornamenta triumphalia. Im Jahr 32 bekleidete Caesianus die Prätur und im Jahr 39 das ordentliche Konsulat. Caesianus war auch Mitglied im Priesterkollegium der Septemviri epulonum.